# 富永堅吾
富永 堅吾（とみなが けんご、1883年（明治16年）12月10日 - 1960年（昭和35年）9月17日）は、日本の著作家。宮本武蔵についての著作が多く、主に歴史などの著作が多い。死後には息子の富永文夫が「史実宮本武蔵」に後書きをしている。

## 生涯

### 幼少期
明治16年（1883年）に富永大平、シカ（両者生没年不詳）のもとで、現在の熊本県菊池市に生まれる。後に合志義塾で学び、熊本師範学校で学ぶようになる。

### 教師・教諭・作家時代
卒業後は、地元に位置する尋常高等小学校に勤める。その後、一度地元を離れ東京高等師範学校に入学。約3年間学んだ後に、広島に移住した。広島高等師範学校の教諭やそれ以外にも東京府立第一中学校、母校の東京高等師範学校の教諭も務めている。
大正14年（1925年）に「最も實際的な學生劍道の粋」でデビュー。他にも、「剣道達人腕比べ」などが出版されている。昭和8年（1933年）に帰郷し、熊本県中央高等女学校の校長を務める。そんな中でも約30年に渡り武道の研究に勤めた。死後、「史実宮本武蔵」の後書きとして、息子の富永文夫が後書きを務めた。

## 略歴
- 1883年（明治16年）12月10日:熊本県菊池市菊陽町に生誕
- 1904年（明治37年）3月28日 - 4月13日:熊本師範学校卒業、尋常高等小学校に勤める
- 1906年（明治39年）4月16日:東京高等師範学校入学
- 1909年（明治42年）3月31日 - 4月10日:東京高等師範学校卒業、広島高等師範学校の教諭となる
- 1912年（大正元年）9月7日:東京府立第一中学校の教諭となる
- 1923年（大正12年）3月31日:東京高等師範学校の研究科に入学
- 1924年（大正13年）3月15日 - 11月24日:東京高等師範学校研究科卒業、東京高等師範学校の講師を務める、現役のまま、東京鉄道中学の教諭を務める
- 1925年（大正14年）2月15日:「最も實際的な學生劍道の粋」出版
- 1926年（大正15年）10月20日:「剣道達人腕比べ」出版
- 1931年（昭和6年）5月16日:東京高等師範学校、東京鉄道中学を退職
- 1933年（昭和8年）9月1日:熊本県中央女子高等学校の校長を務める
- 1940年（昭和15年）3月31日:熊本県中央女子高等学校退職
- 1960年（昭和35年）9月17日:死去（76歳）

## 主な著作
- 「最も實際的な學生劍道の粋」（1925年）
- 「史実宮本武蔵」（1969年）
- 「剣道五百年史」（1972年）